# Кілімово
Кілі́мово (рос. Килимово, башк. Килем) — село у складі Буздяцького району Башкортостану, Росія. Адміністративний центр Кілімовської сільської ради.
Населення — 797 осіб (2010; 823 у 2002).
Національний склад:
- татари — 67 %
- башкири — 32 %